# Rio Ipiranga (São Paulo)
O Rio Ipiranga é um rio que banha o estado de São Paulo, no Brasil. Pertence à bacia hidrográfica do rio Ribeira de Iguape. Nasce entre os municípios de São Miguel Arcanjo e Sete Barras, na localização geográfica latitude 24º05'05" Sul e longitude 47º56'05" Oeste, a cerca de cinco quilômetros do trecho não asfaltado da rodovia estadual SP-139.

## Etimologia
"Ipiranga" é uma palavra de origem tupi que significa "rio vermelho", através da junção dos termos  'y  (rio) e pyrang (vermelho).

## Percurso
Da nascente, segue na direção leste. Depois, segue paralelo à rodovia SP-139 em direção ao sul até a rodovia SP-165, onde se junta com o rio Preto para desaguar, então, no rio Juquiá.

## Municípios
Passa pelos municípios de: São Miguel Arcanjo e Sete Barras.

## Afluentes
- Margem sul:
  - Não consta
- Margem norte:
  - Não costa

## Final
Em Sete Barras, quando se junta ao rio Preto, se torna afluente do rio Juquiá na localização geográfica latitude 24º20'29" Sul e longitude 47º50'44" Oeste. O Juquiá, por sua vez, é afluente do rio Ribeira de Iguape, em Registro.

## Extensão
Percorre, neste trajeto, uma distância de mais ou menos 44 quilômetros.